# Lucy Kennedy
Lucy Kennedy (* 11. Juli 1988 in Brisbane) ist eine australische Radsportfunktionärin und ehemalige Radrennfahrerin.

## Sportliche Laufbahn
2017 wurde Lucy Kennedy Ozeanienmeisterin im Einzelzeitfahren, im Straßenrennen belegte sie Rang drei. Bei der nationalen Straßenmeisterschaft wurde sie ebenfalls Dritte. Im Herbst desselben Jahres entschied sie eine Etappe sowie die Gesamtwertung der Tour Cycliste Féminin International de l’Ardèche für sich. Bei den Straßenradsport-Weltmeisterschaften 2018 belegte sie Platz 24 im Straßenrennen und mit ihrem Team Mitchelton Scott beim Mannschaftszeitfahren Platz fünf.
Im Januar 2019 gewann Kennedy die Women’s Herald Sun Tour, nachdem sie kurz zuvor bei der Tour Down Under Platz zwei in der Gesamtwertung belegt hatte. Im selben Jahr entschied sie die Donostia San Sebastian Klasikoa für sich. 2020 gewann die Women’s Herald Sun Tour erneut. Ende der Saison 2021 beendete sie ihre aktive Radsportlaufbahn. Anschließend nahm sie eine Tätigkeit als Assistentin des Sportdirektors beim Team ARA Pro Racing Sunshine Coast auf.

## Auszeichnungen
Im Sommer 2017 erhielt Kennedy die Amy Gillett Cycling Scholarship der gleichnamigen Stiftung, benannt nach der Radrennfahrerin Amy Gillett, die 2005 bei einer Trainingsfahrt in Vorbereitung zur Thüringen-Rundfahrt tödlich verunglückt war.

## Berufliches
Lucy Kennedy hat zwei Studiengänge mit dem Bachelorabschluss absolviert, in Bauingenieurwesen sowie in einem Wirtschaftsstudiengang.

## Erfolge
2017
- Ozeanienmeisterin – Einzelzeitfahren
- Ozeanienmeisterschaft – Straßenrennen
- Gesamtwertung und eine Etappe Tour Cycliste Féminin International de l’Ardèche

2019
- Gesamtwertung, eine Etappe und Bergwertung Women’s Herald Sun Tour
- Durango–Durango Emakumeen Saria
- Donostia San Sebastian Klasikoa

2020
- Gesamtwertung Women’s Herald Sun Tour